# Bornemisza Benedek
Hevesi és somi Bornemisza Benedek (16. század eleje – 1561) végvári katona, a kassai vár alkapitánya, majd a gyulai vár főkapitánya.

## Élete
Bornemisza Benedek törekvő jellemű végvári katona volt, aki kezdetben nősüléssel ért el karriert: feleségül vett egy Máriássy-lányt. Birtokba vette hozományát és lassan mindent a saját kezébe kaparintott. Egy 1538-as összeírás szerint már minden az ő kezén van, emiatt azonban a család perbe fogta, ami évtizedekig eltartott. Bornemisza közben katonáskodott, 1533-ban például csicsfai várkapitány, 1540-ben pedig Serédi Gáspár nevezi Bornemiszát familiárisának ajánló levelében. 1556-ban már kassai lovaskapitány, 1557-ben pedig Balassa Menyhért oldalán Erdély pártján harcolt. Érdekei is fűződtek Erdélyhez, hiszen sárosi hozományán kívül Szatmárban és Beregben is voltak jelentősebb birtokai, összesen 42 portával rendelkezett a környéken.
1559-ben lett Gyula várának kapitánya. E tisztét azonban nem sokáig viselhette, mert Ferdinánd kénytelen volt őt felmenteni a helyi nemességtől és a jobbágyságtól érkező rengeteg panasz miatt, így ideiglenesen Kun Balázs kassai alkapitányt nevezték ki helyére. Ekkor Bornemiszát régi ellensége, Kerecsényi László a rábízott vagyon hűtlenkezelése címén feljelentette. Bornemiszát be is idézték Bécsbe, de oda már nem tudott eljutni, hiszen hosszas betegeskedés után 1561-ben meghalt.